# Micronet
Micronet co. Ltd. est une société de développement de logiciels dont le siège social est situé à Hokkaido Sapporo, au Japon. Auparavant spécialisée dans les jeux vidéo 2D et 3D, la société s'est depuis concentrée sur la production de sites Web graphiques ainsi que sur la création du 3D CG Soft System, 3D Atelier.

## Histoire
Créée en octobre 1982, la société s'est d'abord impliquée dans l'industrie du jeu vidéo sur PC en développant une variété de jeux vidéo, notamment des jeux vidéo de plateforme, de lutte, de plateau et de Mahjong pour le MSX et le FM7. Micronet a développé des jeux pour consoles Sega ainsi que sur borne arcade, Super Famicom et PlayStation (principalement pour le Japon). Certains de leurs jeux étaient connus pour être des jeux hybrides, une combinaison de deux genres de jeux vidéo différents comme par exemple Helicoid et Heavy Nova.
Cependant, après l'arrêt de production de console Dreamcast, Micronet a arrêté le développement de jeux vidéo et s'est entièrement concentré sur le développement graphique 3D. Micronet se concentre actuellement sur le développement de logiciels 3D, à savoir l'outil de conception informatique "3D Atelier".

## Filiales
Micronet a créé deux filiales en dehors du Japon. La première est Micronet Software Manila, créée en avril 1992 à Makati City, Philippines. Tout comme la société principale, Micronet Software Manila s'est concentrée sur le développement de logiciels de jeux, mais est passée au développement de contenus multimédias informatiques.
La deuxième filiale est Bignet USA Inc et a été créée à San Francisco, Californie en juillet 1990. Bignet était le distributeur américain de jeux vidéo de Micronet de 1991 à 1993.

## Jeux
- Helicoid (1985)
- Robo Wrestle 2001-Toshi (parfois Robo Wres 2001 ) (1987)
- Gaban (1988)
- Mahjong Gibai Special (1988)
- Gokudou Jintori (1989)
- Outlaw Suikoden (1989)
- Tanba (1989)
- Curse (1989)
- Mahjong Jidai Special Part II (1990)
- Junction (1990)
- Warrior of Rome (1991)
- Heavy Nova (1991)
- Warrior of Rome II (1992)
- Black Hole Assault (1992)
- The Third World War (1993)
- A / X-101 (1994)
- Revengers of Vengeance / Battle Fantasy (1994)
- Deadalus / Robotica: The Cybernetic Revolution (1995)
- Gotha: Ishmalia War (1995)
- Heir of Zendor (JP: Gotha II: Tenkuu no Kishi ) (1996)
- EOS: Edge of Skyhigh (1997)
- Gotha World (1997)
- Virtual Mahjong (1998)
- Virtual Mahjong II (1998)
- Marionette Handler (2000)
- Marionette Handler 2 (2000)